# I’ll Remember You (piosenka Boba Dylana)
I'll Remember You – piosenka skomponowana przez Boba Dylana, nagrana przez niego w lutym 1985 r., wydana na albumie Empire Burlesque w czerwcu 1985 r.

## Historia i charakter utworu
Utwór ten został nagrany w studiu Cherokee Studio w Hollywood w Los Angeles w Kalifornii 5 lutego 1985 r. Była to dziesiąta sesja nagraniowa tego albumu. Producentem był Bob Dylan.
Ballada w stylu Tin Pan Alley, która zapewne znalazła się na tym albumie trochę przypadkowo. Od strony wokalnej jest właściwie duetem - drugą partię wokalną śpiewa Madelyn Quebec.
Piosenka ta uważana jest za jedną ze słabszych kompozycji Dylana, zwłaszcza jeśli chodzi o tekst, który można wytłumaczyć przynajmniej częściowo, jego emocjonalnością. Dylan nawiązuje w tej piosence do dialogów z Wielkiego snu, którego współautorem scenariusza był William Faulkner. Słowa Bogarta "There's some people you don't forget, even if you've only seen them once" Dylan przemienia na "There's some people that/You don't forget/Even though you've seen'em/One time or two".
W 1986 r. piosenka ta zadebiutowała na koncertach i okazało się, że wypada na nich znakomicie.

## Muzycy
- Bob Dylan - wokal, gitara
- Mike Campbell - gitara
- Howie Epstein - gitara basowa
- Don Heffington - perkusja
- Richard Seher - syntetyzer (został dodany na sesji overdubbingowej w Shake Down Studio, w Nowym Jorku w marcu 1985 r.)
- Bashiri Johnson - instrumenty perkusyjne (został dodany na sesji overdubbingowej w Shake Down Studio, w Nowym Jorku w marcu 1985 r.)
- Darryl Dixin - instrumenty dęte (został dodany na overdubbingowej sesji w Shake Down Studio w Nowym Jorku w marcu 1985 r.)
- Robin Eubanks - instrumenty dęte (został dodany na overdubbingowej sesji w Shake Down Studio w Nowym Jorku w marcu 1985 r.)
- David Watson - instrumenty dęte (został dodany na overdubbingowej sesji w Shake Down Studio w Nowym Jorku w marcu 1985 r.)
- Marvin Daniels - instrumenty dęte (został dodany na overdubbingowej sesji w Shake Down Studio w Nowym Jorku w marcu 1985 r.)

## Dyskografia
Albumy
- Empire Burlesque (1985)

Wideo
- Hard to Handle (1986)

## Wykonania piosenki przez innych artystów
- Michel Montecrossa - 4th Time Around (2001)